# Vilayet di Siria
Il vilayet di Siria (in turco Vilāyet-i Sūriye), o vilāyet di al-Shām (in arabo ولاية الشام‎?), fu un vilayet dell'Impero ottomano, nell'area dell'attuale Siria, Libano e Giordania.

## Geografia antropica

### Suddivisioni amministrative
I sanjak del vilayet di Siria nel XIX secolo erano:
1. Sangiaccato di Damasco
2. Sangiaccato di Hama
3. Sangiaccato di Hauran
4. Sangiaccato di Karak